# Евмел Боспорський
Евмел Боспорський (грец. Εΰμηλος; Éumelos) — басилевс Боспорського царства 310—304 рр. до н. е., третій син басилевса Перісада I. Особистість Евмела широко обговорюється в науці..

### Громадянська війна на Боспорі
Після смерті Перісада I, влада на Боспорі перейшла до Сатира II. Незадоволений цим Евмел, брат Сатира, почав претендувати на владу. Союзником Евмела виступив цар сіраків (або, згідно з іншою версією — фатеїв) Аріфарн. Сатир, зібравши значні сили (34 тисячі воїнів — з них 30 тисяч союзників-скіфів), виступив проти Евмела і розбив 42-тисячне військо Аріфарна на березі річки Фат . Евмел і Аріфарн сховалися у фортеці. Під час облоги Сатир загинув. Новим царем став Прітан, ще один син Перісада I.
Після загибелі і поховання Сатира II, його армія, якою тимчасово командував начальник найманців Меніск, відступила до міста Гаргаза (іноді його ототожнюють з сучасним Краснодаром). Евмел пропонував розділити царство, але Прітан не звернув на це належної уваги. Залишивши в Гаргазі гарнізон, він відбув в Пантікапей.
Скориставшись його відсутністю, Евмел з Аріфарном захопили Гаргазу, а потім розбили армію Прітана, який змушений був відмовитися від царської влади. Йому було збережено життя, але він незабаром спробував повернути собі престол, зазнав невдачі, втік і був убитий в Кепах. Після цього в Пантікапеї відбулися страти дружин, дітей і друзів Сатира II і Прітана. Втекти вдалося лише синові Сатира Перісаду.

### Правління
Евмел виявився дуже успішним правителем. При ньому до Боспору була приєднана частина сусідніх земель. Він сприяв розвитку торгівлі, особливо з Південним Причорномор'ям; маючи сильний флот, на час очистив Понт (Чорне море) від піратів. Він відновив право пантікапейців на безмитну торгівлю. Він прийняв тисячі каллатійських біженців, виділивши їм землі області Псою (можливо, поряд з Сочі). На думку Діодора, «він задумав було взагалі підкорити всі племена, що оточують Понт, і скоро привів би у виконання свій задум, якби раптова смерть не перетнула його життя …»

### Смерть
Діодор так описав смерть Евмела: 

"… Повертаючись з Сіндіка у свою землю і поспішаючи до якогось жертвоприношення, він їхав до палацу на четвірці коней; екіпаж був чотириколісний і з критим верхом; коні чогось злякалися і понесли, а так як візник не зміг утримати віжок, то Евмел, побоюючись бути скинутим в обрив, спробував зістрибнути з колісниці, але при цьому меч його потрапив в колесо, він був захоплений рухом і тут же випустив дух ".

Усього Евмел царював 6 років. Його спадкоємцем став його син, Спарток III.